# Mettupalayam
Mettupalayam é uma cidade e um município no distrito de Coimbatore, no estado indiano de Tamil Nadu.

## Demografia
Segundo o censo de 2001,  Mettupalayam  tinha uma população de 66,313 habitantes. Os indivíduos do sexo masculino constituem 50% da população e os do sexo feminino 50%. Mettupalayam tem uma taxa de literacia de 73%, superior à média nacional de 59.5%: a literacia no sexo masculino é de 79% e no sexo feminino é de 68%. Em Mettupalayam, 10% da população está abaixo dos 6 anos de idade.